# Moravice (Opavai járás)
Moravice település Csehországban, a Opavai járásban. Moravice Nové Lublice, Melč, Lhotka u Litultovic, Kružberk és Staré Těchanovice településekkel határos. Lakosainak száma 240 fő (2024. január 1.).

## Népesség
A település lakosságának változását az alábbi diagram mutatja:
| Lakosok száma | 728  | 667  | 603  | 411  | 296  | 265  | 229  | 222  | 237  | 240  |
|               | 1869 | 1890 | 1921 | 1950 | 1980 | 2001 | 2017 | 2019 | 2022 | 2024 |